# Poder económico
Por poder económico se entiende, en un marco donde una minoría de capitalistas son los propietarios del capital, a aquel poder que crea el capital. A través de este poder, mediante la disposición de los recursos los propietarios de los medios de producción (capital) deciden qué producir y a quién emplear. A través de sus decisiones de inversión pueden, en buena medida, fijar el rumbo del desarrollo social. De esta manera, la gama de bienes que los capitalistas pueden consumir es mucho más amplia que la de los no propietarios
.
Para el economista David Anisi, 

El poder es el ejercicio de apropiación del tiempo de los demás, y se mide como la relación entre el tiempo obtenido de los demás y el tiempo necesario para conseguir esa movilización.